# Католицька церква в Республіці Конго
Като́лицька це́рква в Респу́бліці Ко́нго — найбільша християнська конфесія Республіки Конго. Складова всесвітньої Католицької церкви, яку очолює на Землі римський папа. Керується конференцією єпископів. Станом на 2004 рік у країні нараховувалося близько 2 077 000 католиків (50,49% від усього населення). Існувало 7 діоцезій, які об'єднували 158 церковних парафій.  Кількість  священиків — 238 (з них представники секулярного духовенства — 176, члени чернечих організацій — 62), постійних дияконів — 1, монахів — 152, монахинь — 232.